# Pergalumna complicata
Pergalumna complicata är en kvalsterart som beskrevs av Balogh och Sandór Mahunka 1978. Pergalumna complicata ingår i släktet Pergalumna och familjen Galumnidae. Inga underarter finns listade i Catalogue of Life.